# Aircraft Services Lemwerder

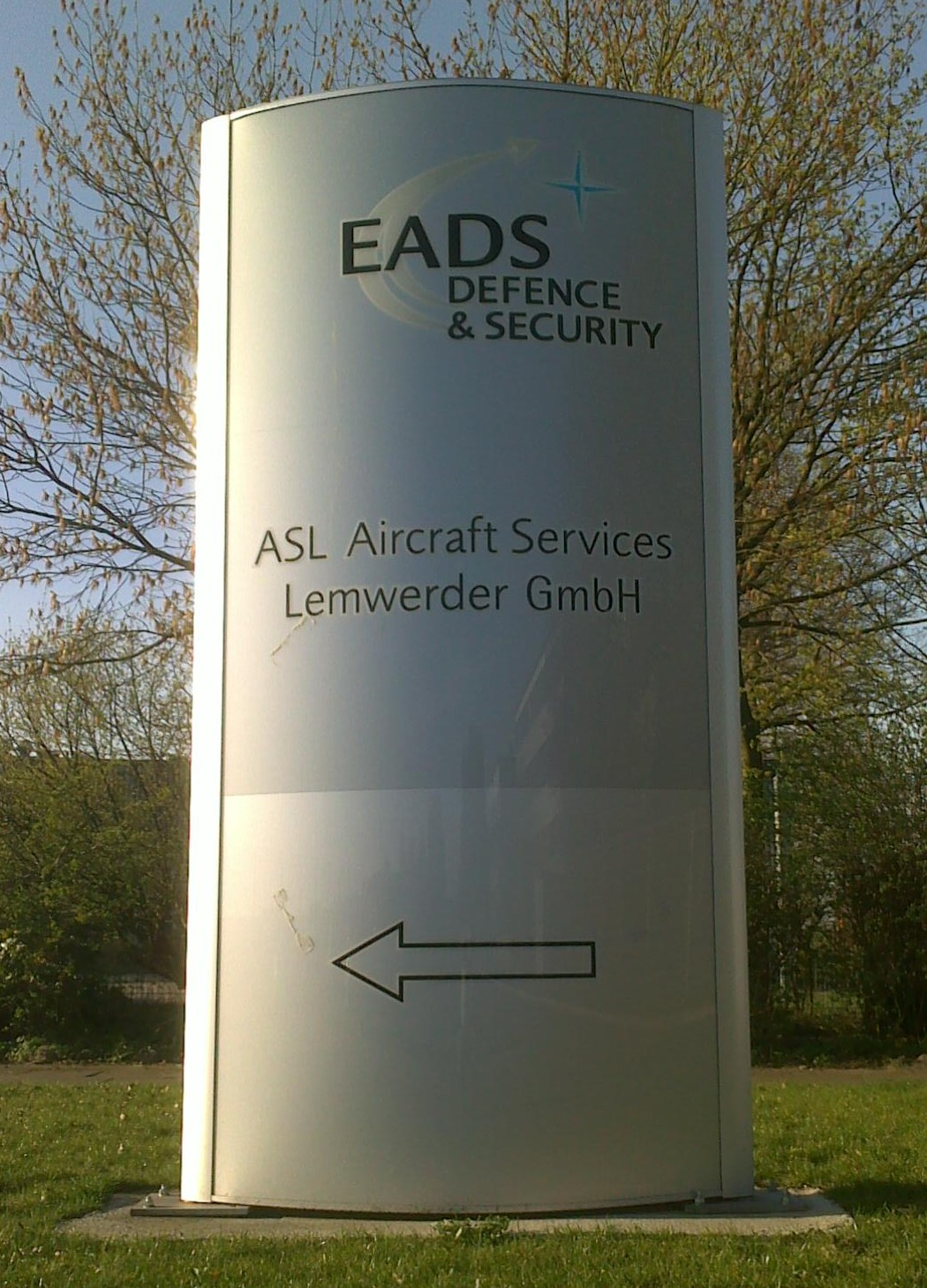
Ehemaliges Eingangsschild

Die Aircraft Services Lemwerder (ASL) war ein Wartungsbetrieb für zivile Verkehrsmaschinen. Das Werk gehörte zu EADS-Deutschland und ist seit Ende 2010 geschlossen.

## Geschichte
Das Werk im niedersächsischen Lemwerder wurde 1934 von der Weser-Flugzeugbau GmbH (Weserflug) gegründet und kann auf eine lange Tradition zurückblicken. Unter anderem wurden hier die VFW 614 und die Transall C-160 (als eine von drei Taktstrassen) endmontiert. Es liegt auf der gegenüberliegenden Weserseite des Stadtteils Vegesack von Bremen. Das Flugzeugwerk hat einen eigenen Flugplatz (Flugplatz Lemwerder) und direkten Zugang zur Weser. Das Werksgelände ist gut zu erreichen, vor Sturmfluten sicher und sehr gut zu erweitern. Nach mehreren Zusammenschlüssen gehörte das Werk Lemwerder schließlich zur DASA. Diese beschäftigte bis 1994 im Flugzeugwerk ca. 1.200 Mitarbeiter. Der damalige Mutter-Konzern, die Daimler-Benz AG, beschloss die Werksschließung. Das Land Niedersachsen und der Unternehmer Jürgen Großmann übernahmen das Flugzeugwerk für eine Deutsche Mark. Das Werk bekam den Namen ASL Lemwerder, beschäftigte ca. 700 Mitarbeiter mit der Wartung und Instandhaltung von hauptsächlich zivilen Großflugzeugen.
Der Unternehmer Großmann hat 2003, ohne die Belegschaft zu informieren, das Werk wieder an die aus der DASA hervorgegangene European Aeronautic Defence and Space Company (EADS) verkauft. Das Flugzeugwerk bekam den Namen EADS Military Aircraft. Bis Ende 2010 wurden mit 310 Mitarbeitern ein Reparatur- und Neubaubetrieb von Komponenten für das Kampfflugzeug Tornado sowie Komponentenreparatur und Ersatzteilversorgung für die C160 Transall betrieben. Hinzu kamen Rumpfteilefertigungen für den Eurofighter und dem neuen Militärtransportflugzeug A400M (Sektion 15 Side Shell - Flügel-Rumpf Übergang), dessen Rumpfvormontage im Bremer Airbus-Werk gestartet wurde. Die Constituent Assembly (CA) der Rumpfteilefertigung für den A400M wurde beim ASL nie gestartet. 
Mitte des Jahres 2010 wurden sämtliche Fertigungsaktivitäten von ASL an die Premium Aerotec GmbH übertragen und die Produktion sowie ein Großteil der Mitarbeiter aus Lemwerder an die Premium Aerotec Standorte Nordenham, Bremen und Varel verlagert. Am 31. Dezember 2010 wurden die Aktivitäten im Fluggerätteilebau im Werk  eingestellt. Ab Januar 2011 übernahm die SGL Rotec die Hallen und das Werksgelände. In den Hallen werden zukünftig Rotorblätter für Windkraftanlagen gefertigt.
Am 30. Juni 2011 schloss auch das letzte Außendienstbüro, der Cassidian Air Systems. Damit endet in Lemwerder eine lange Ära des Flugzeugbaus.